# Рамон Ернесто Крус Уклес
Рамон Ернесто Крус Уклес (ісп. Ramón Ernesto Cruz Uclés; 4 січня 1903 — 6 серпня 1985) — гондураський політичний діяч, президент країни у 1971–1972 роках.

## Життєпис
1928 року закінчив юридичний факультет Національного університету (Тегусігальпа). Трудову діяльність розпочав як учитель школи для хлопчиків у Сан-Хуанкіто (департамент Франсіско Морасан).
Згодом працював адвокатом, з 1931 року — нотаріусом, потім — до 1943 — в суді департаменту Франсіско Морасан.
У 1932–1938 роках — професор Національного університету, викладав міжнародне приватне право, у 1938–1949 — професор політичної соціології та конституційного права.
З 1946 до 1949 року обіймав посаду повноважного представника Гондурасу в Сальвадорі. 1948 — представник Гондурасу на Міжнародній панамериканській конференції, що відбулась у Боготі (Колумбія) та затвердила статут ОАД (Організація Американських Держав).
1949 року був призначений ректором альма-матер, одночасно був членом Верховного Суду Гондурасу. 1957 року очолив дипломатичну місію Гондурасу на засіданні ОАД під час розгляду питання одо вторгнення нікарагуанських військ на територію Гондурасу.
З 1961 року — декан юридичного факультету Національного університету.
З 1967 до 1968 року — голова Асоціації адвокатів Гондурасу.
У 1971–1972 роках — президент Гондурасу. В грудні 1972 був усунутий від влади в результаті перевороту генералом Лопесом Арельяно. Після цього помітної ролі в політичному житті країни не відігравав.